# Dialium pachyphyllum
Dialium pachyphyllum är en ärtväxtart som beskrevs av Hermann August Theodor Harms. Dialium pachyphyllum ingår i släktet Dialium och familjen ärtväxter. Inga underarter finns listade i Catalogue of Life.